# 東門里 (臺南市)
東門里是臺灣臺南市東區的一個里，於2002年2月4月將原有之大廟里、泉北里合併而成。

## 景點、設施
- 學校
  - 台南神學院
- 宗教
  - 大人廟
  - 彌陀寺
  - 東門教會
- 醫院
  - 新樓醫院